# Ignacy Subera
Ignacy Leonard Subera (ur. 19 maja 1907 w Poznaniu, zm. 1982) – polski duchowny katolicki, kanonista, profesor zwyczajny Akademii Teologii Katolickiej w Warszawie, jej wieloletni prorektor, w latach 1969–1972 dziekan Wydziału Prawa Kanonicznego tej uczelni.

## Życiorys
Jego rodzicami byli Wojciech i Weronika z domu Kociałkowska. W latach 1921—1928 odbył naukę w gimnazjum im. Karola Marcinkowskiego w Poznaniu, gdzie 15 maja 1928 zdał maturę dawnego typu klasycznego. 15 października 1928 wstąpił do Arcybiskupiego Seminarium Duchownego w Poznaniu. Święcenia kapłańskie otrzymał 10 czerwca 1933. Podjął pracę duszpasterską w parafiach macierzystej diecezji. Po wybuchu II wojny światowej w styczniu 1940 znalazł się w Generalnym Gubernatorstwie i został wikariuszem w parafii przy kościele Najświętszego Zbawiciela w Warszawie. W czasie okupacji podjął studia prawnicze na Tajnym Uniwersytecie Ziem Zachodnich. Podczas powstania warszawskiego był kapelanem Armii Krajowej. Po zakończeniu wojny pozostał kapelanem wojskowym, pełnił funkcję zastępcy dziekana Okręgu Wojskowego I oraz notariusza Generalnego Dziekanatu Wojska Polskiego. W 1951 przeszedł do rezerwy w stopniu pułkownika.
W maju 1945 ukończył studia na Uniwersytecie Warszawskim uzyskując tytuł licencjata prawa kanonicznego. W 1946 odbył kurs doktorancki na Wydziale Teologii Katolickiej Uniwersytetu Warszawskiego. W 1948 uzyskał stopień naukowy doktora prawa kanonicznego na podstawie napisanej pod kierunkiem ks. Ignacego Grabowskiego rozprawy pt. Właściwość sądów kościelnych. Studium prawno-historyczne. W tym samym roku został zatrudniony na Wydziale Teologii Katolickiej UW, gdzie obejmował kolejno stanowiska młodszego asystenta, asystenta, starszego
asystenta, adiunkta i zastępcy profesora. Po usunięciu w 1954 wydziału z uniwersytetu przeszedł do pracy na Wydziale Prawa Kanonicznego Akademii Teologii Katolickiej w Warszawie. W 1956 uzyskał stopień doktora habilitowanego i stopień profesora nadzwyczajnego. W 1972 został profesorem zwyczajnym. Od 1956 pełnił funkcję kierownika Katedry Historii Prawa Kościelnego w Polsce na Wydziale Prawa Kanonicznego ATK.
W latach 1954—1956 był prodziekanem Wydziału Prawa Kanonicznego ATK, 1969—1972 dziekanem tego wydziału. W latach 1956–1966 i od 1972 pełnił funkcję prorektora ATK.
Do 1975 wypromował 52 magistrów prawa kanonicznego i 11 doktorów. Pod jego kierunkiem stopień doktora uzyskał m.in. ks. Julian Kałowski.

## Wybrane publikacje
- Historia źródeł i nauki prawa kanonicznego, Warszawa 1970
- Synody prowincjonalne arcybiskupów gnieźnieńskich, Warszawa 1971
- Metodologia historyczno-prawna, Warszawa 1972

## Odznaczenia
- Krzyż Kawalerski Orderu Odrodzenia Polski (1969)[4]